# H6炸药
H6是一种军用烈性炸藥。其成分为以下几种化学物质（按重量计）：
- 44.0% 黑索金
- 29.5% 三硝基甲苯（TNT）
- 21.0% 铝粉
- 5.0% 石蜡（作为钝感剂）
- 0.5% 氯化鈣

H6在军事中用途广泛，海军中不少武器都使用H6炸药，如水雷、深水炸弹以及魚雷等。H6由于其更好的稳定性，已经广泛取代铝末混合炸药。其爆炸当量大约是TNT的1.35倍。